# Кала Пјанорум (Рим)
Кала Пјанорум је насеље у Италији у округу Рим, региону Лацио.
Према процени из 2011. у насељу је живело 66 становника. Насеље се налази на надморској висини од 181 м.